# خوسيه بيكرمان
خوسيه نيستور بيكرمان (بالإسبانية: José Néstor Pékerman)‏ (مواليد 3 سبتمبر 1949) هو لاعب كرة قدم أرجنتيني سابق، ومدرب كرة قدم حالي، ترك تدريب منتخب الأرجنتين عام 2006 بعد خسارة المنتخب على يد ألمانيا بركلات الترجيح، وهو يعتبر من أفضل المدربين للناشئين على مستوى العالم، حيث فاز ببطولة كأس العالم لكرة القدم للناشئين ثلاثة مرات (1995 و1997 و2001) وبطولة كأس أمريكا الجنوبية للناشئين مرتين (1997 و1999).

## مسيرته لاعبا
لم تكن مسيرته الكروية جيدة جدا كلاعب، ولقد كان يلعب كلاعب وسط، ولعب منذ عام 1970 إلى عام 1974 في نادي أرجنتينوس جونيورز وسجل 12 هدف في 134 مباراة، ثم انتقل إلى نادي إنديبندينتي ميديلين في كولومبيا حيث سجل 15 هدف في 101 مباراة.
و قد انتهت مسيرته الكروية في عمر الثامنة والعشرون بسبب إصابة قوية جدا في الركبة.

## مسيرته التدريبية

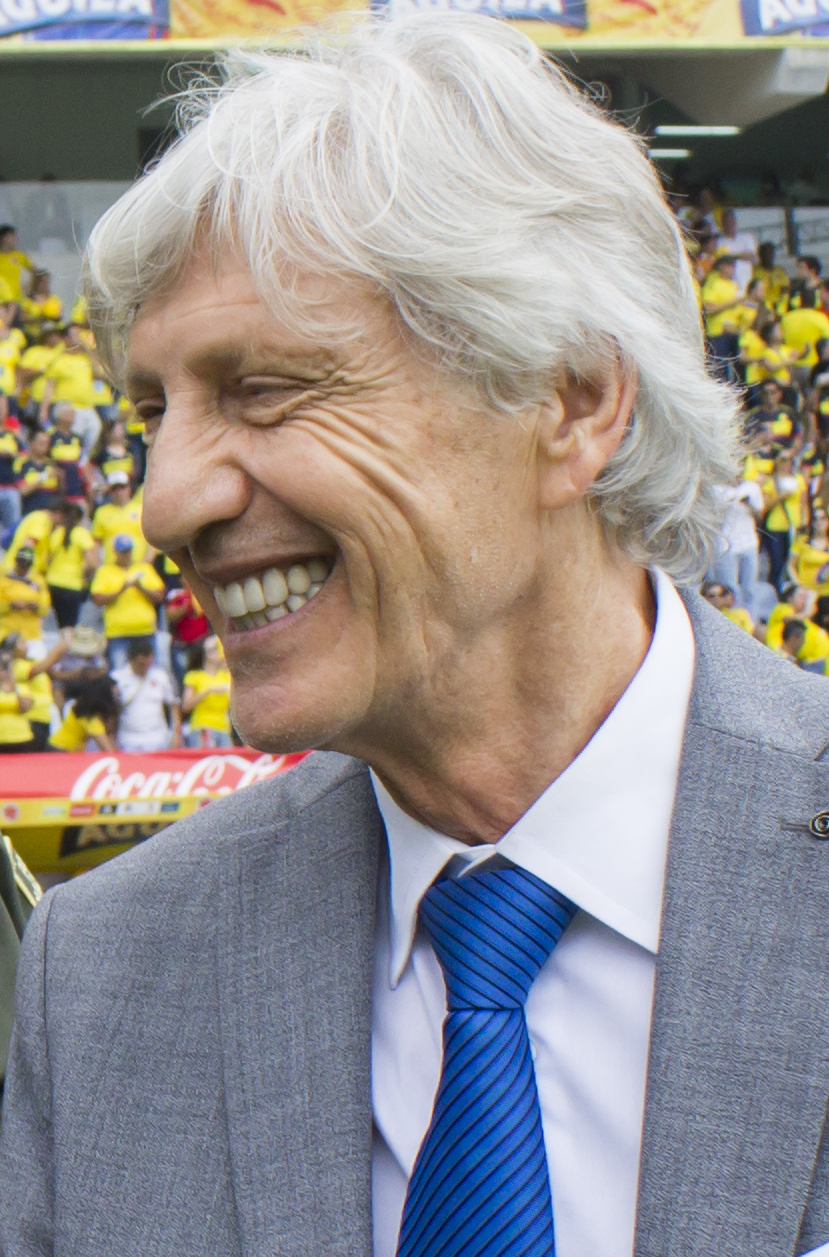
خوسيه نيستور بيكرمان والشرطة في مباراة كولومبيا وأوروغواي في روسيا 2018

### مدربا للناشئين
و عندما عاد إلى الأرجنتين، درب ناشئي نادي تشاكاريتا جونيورز، وبعدها انتقل إلى تدريب نادي أرجنتينوس جونيورز في نفس الفئة، وبعدها انتقل إلى تدريب فئة الشباب في نادي كولو كولو التشيلي.
و في عام 1994 أصبح مدربا لمنتخب الأرجنتين لكرة القدم تحت 20 سنة وتحت 17 سنة، وقاد منتخب الأرجنتين لكرة القدم تحت 20 سنة إلى الفوز بكأس العالم لتحت 20 سنة ثلاثة مرات في أعوام 1995 و 1997 و 2001، وفاز بكأس أمريكا الجنوبية للناشئين مرتين في1997 و 1999.

### منتخب الأرجنتين
و بعد استقالة دانييل باساريلا من تدريب منتخب الأرجنتين لكرة القدم في عام 1998، تم تعيين خوسيه بيكرمان كمدير فني لاختيار مدرب للمنتخب، وقد اختار المدرب مارسيلو بيلسا، وقد ظل مدربا للمنتخب حتى أولمبياد أثينا 2004، وبعد هذه الاستقالة كان بيكرمان وكارلوس بيانكي هما المرشحين الأبرزين لتدريب منتخب الأرجنتين لكرة القدم، وفي 15 سبتمبر 2004، تم تعيين بيكرمان مدربا للمنتخب الأرجنتيني.
قاد بيكرمان المنتخب الأرجنتيني في بطولة كأس العالم 2006 التي غادرها المنتخب من دور ربع النهائي إثر الهزيمة أمام المنتخب الألماني 2/4 بضربات الجزاء الترجيحية. ثم قدم بيكرمان استقالته من تدريب المنتخب الأرجنتيني للإخفاق في تحقيق هدف الفريق من البطولة.
قام الاتحاد الأرجنتيني بتعيين المدرب ألفيو باسيلي، الذي قاد منتخب الأرجنتين في كأس العالم لكرة القدم 1994، خلفا لبيكرمان.